# Unterlind (Mehlmeisel)
Unterlind ist ein Gemeindeteil der Gemeinde Mehlmeisel im Landkreis Bayreuth (Oberfranken, Bayern). Unterlind liegt in der Gemarkung Mehlmeisel.

## Geografie
Das Kirchdorf liegt an der Fichtelnaab und am Spinniglohbach, der innerorts als linker Zufluss in die Fichtelnaab mündet. Unterlind bildet mit Mehlmeisel und Richardsfeld im Westen eine geschlossene Siedlung. Die Staatsstraße 2181 führt nach Mitterlind (1,4 km nordwestlich) bzw. nach Brand (3 km südöstlich).

## Geschichte
Der Ort wurde 1468 als „Öde zu Niederlindt“ erstmals urkundlich erwähnt. Unter den Herren von Hirschberg zu Parkstein und Weißenstadt wurde ein Hammerwerk errichtet. Infolge des Landshuter Erbfolgekrieges wurde Unterlind im Jahr 1504 verwüstet. 1583 wurde von Tobias Pauer aus Ebnath ein neuer Hammer errichtet. Unterlind unterstand der Gutsherrschaft Ebnath-Schwarzenreuth der Herren von Hirschberg. Es gab im 18. Jahrhundert neun Anwesen (3 je 1⁄8 Hoffuß, 1 zu 1⁄12, 3 je 1⁄16 und 2 je 1⁄20).
Infolge des Ersten Gemeindeedikts wurde Unterlind dem 1812 gebildeten Steuerdistrikt Mehlmeisel und der Ruralgemeinde Mehlmeisel zugewiesen.

### Baudenkmäler
- Mitterlinder Straße 1: Wohnhaus
- Mitterlinder Straße 3: Ehemalige Wirtschaftsgebäude des Hammergutes
- Mitterlinder Straße 5: Bergamt und zugehöriger Stadel
- Mitterlinder Straße 6: Ehemalige Mühle
- Mitterlinder Straße 7: katholische Loretokirche
- Gusseisenkreuz
- Kriegerdenkmal

### Einwohnerentwicklung
| Jahr      | 001819 | 001824 | 001861 | 001871 | 001885 | 001900 | 001925 | 001950 | 001961 | 001970 | 001987 |
| Einwohner | 100    | 119    | 269    | 307    | 299    | 337    | 286    | 404    | 413    | 408    | 389    |
| Häuser    |        | 18     |        |        | 30     | 32     | 41     | 51     | 74     |        | 104    |
| Quelle    | [ 10 ] | [ 7 ]  | [ 11 ] | [ 12 ] | [ 13 ] | [ 14 ] | [ 15 ] | [ 16 ] | [ 17 ] | [ 18 ] | [ 1 ]  |

## Religion
Unterlind ist katholisch geprägt und war ursprünglich nach St. Ägidius (Ebnath) gepfarrt. Seit 1907 ist die Pfarrei St. Johannes Baptist (Mehlmeisel) zuständig.